# Helligdomsklipperne
Helligdomsklipperne är ett område med klippor på nordkusten av ön Bornholm i Danmark.

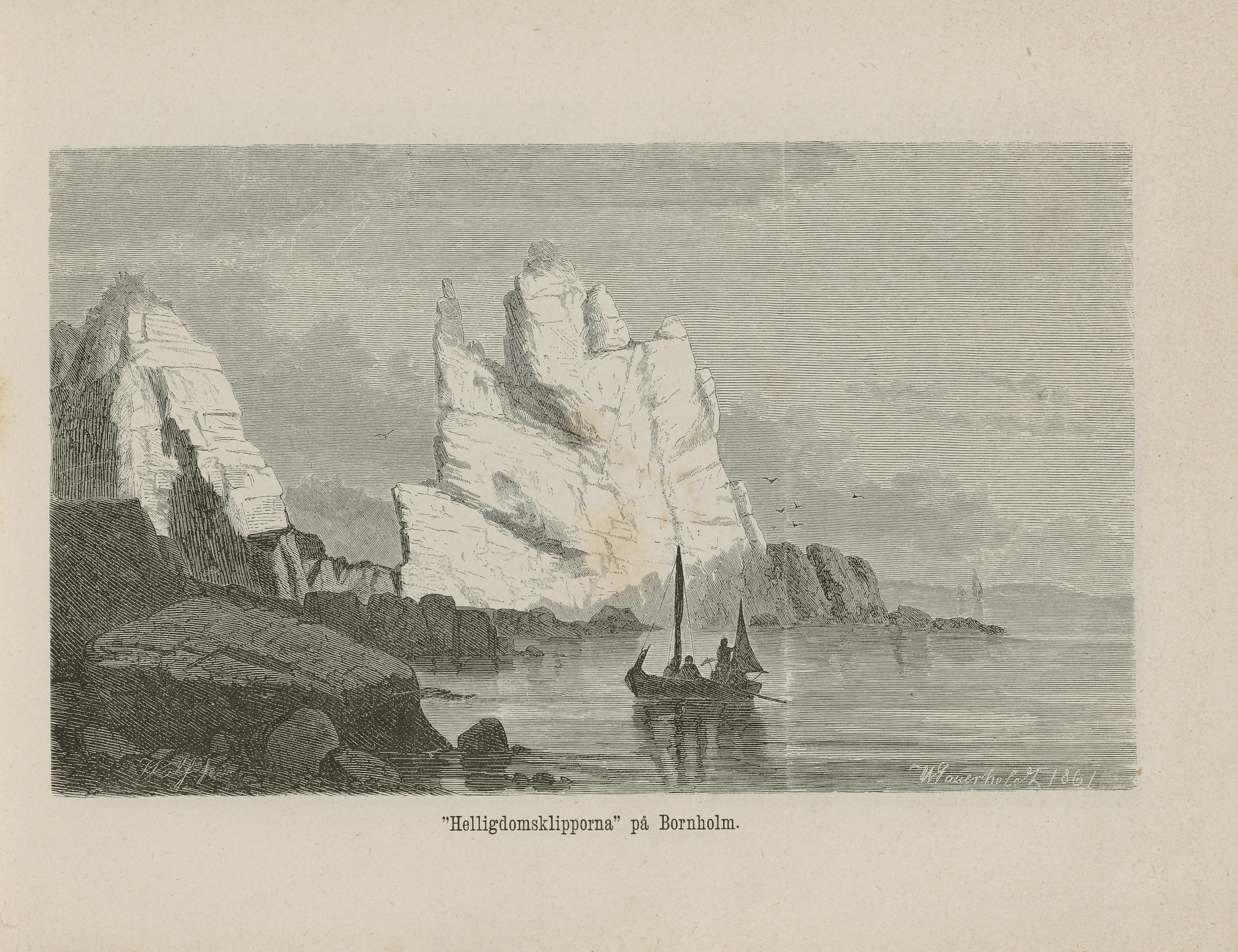
Helligdomsklipperne avbildade i Nordiska taflor 1865.

Klipporna ligger omkring 8 kilometer norr om Gudhjem och är mellan tjugo och trettio meter höga. Klippan som kallas Helligdomsklippen ligger rakt nedanför Bornholms Kunstmuseum och har fått sitt namn efter en helig källa som tros ha funnits här. Nedanför klippan finns en jättegryta som kan ha tolkats som en källa. De andra klipporna har fått namn som Libertsklippen (Capriklippen), Mågetårnet och Måneskinsklipperne m.m. Det finns flera grottor i området varav den största Sorte gryde är 50 meter djup och hemvist för källarspindeln.